# Kristoffervalen
Kristoffervalen est une localité du comté de Troms, en Norvège.

## Géographie
Administrativement, Kristoffervalen fait partie de la kommune de Karlsøy.